# Murina bicolor
Murina bicolor är en fladdermus i familjen läderlappar som förekommer på Taiwan.
Honor är med 40,4 till 41,6 mm långa underarmar större än hannar. Hos hannar är underarmarna 37,2 till 40,5 mm långa. Ovansidans päls bildas av två olika sorters hår. Hos den första varianten är håren nära roten svart, i mitten ljusgrå och vid spetsen orange till brun. Den andra sorten är först mörk och vid spetsen rödaktig. Pälsen på ryggen har därför ett rödbrunt utseende. Undersidans päls är oftast gulaktig och några exemplar har ett vitt bröst. På huvudet är pälsen vanligen mörkare än på bålen. Fladdermusen har hår på vingarnas ovansida. Arten skiljer sig främst i avvikande detaljer av tändernas konstruktion från andra släktmedlemmar.
Arten lever endemisk på Taiwan och den vistas i nästan alla regioner som finns på ön från kusten till 3350 meter höga bergstoppar. Individerna jagar främst i skogar i låglandet och i bergstrakter.
Honan som hittades på bergstoppen övervintrade i en övergiven bunker. Samma hona hade i juni en kull med två ungar. Två andra vuxna exemplar vilade tät intill varandra.
På Taiwan finns olika naturskyddsområden. IUCN listar arten som livskraftig (LC).